# سیارک ۱۶۱۲۷۸
سیارک ۱۶۱۲۷۸ (به انگلیسی: 161278 Cesarmendoza، نامگذاری:2003FW128) صد و شصت و یک هزار و دویست و هفتاد و هشتمین سیارک کشف شده‌است که در ۲۴ مارس ۲۰۰۳ کشف شد.